# Randolph Lycett
Randolph Lycett (Birmingham, 27 agosto 1886 – Baliato di Jersey, 9 febbraio 1935) è stato un tennista britannico.

## Carriera
Abile doppista, ha vinto otto titoli Slam tra il doppio e il doppio misto.

## Finali del Grande Slam

### Singolare

#### Perse (1)
| Anno | Torneo    | Superficie | Avversario in finale | Punteggio     |
| ---- | --------- | ---------- | -------------------- | ------------- |
| 1922 | Wimbledon | Erba       | Gerald Patterson     | 3–6, 4-6, 2–6 |